# أوديلون بولينس
أوديلون بولينس، من مواليد 1 مايو 1943، لاعب كرة قدم بلجيكي سابق.
شارك مع منتخب بلجيكا لكرة القدم في 22 مباراة وسجل 10 أهداف بين عامي 1968 و1975.

## روابط خارجية
- أوديلون بولينس على موقع الاتحاد الدولي (مؤرشف)  (الإنجليزية)
- أوديلون بولينس على موقع الاتحاد البلجيكي (الإنجليزية)
- أوديلون بولينس على موقع قاعدة بيانات كرة القدم.إي يو (الإنجليزية)
- أوديلون بولينس على موقع ناشيونال فوتبول تيمز (الإنجليزية)
- أوديلون بولينس على موقع عالم كرة القدم.نت (الإنجليزية)